# Jessica Sutta
Jessica Sutta (15 mei 1982) is een Amerikaanse zangeres en actrice. Ze werd bekend als lid van de meidengroep Pussycat Dolls.

## Biografie
Jessica Sutta is geboren in Miami. Ze heeft twee oudere broers, Billy en Kevin. Toen ze drie jaar oud was ging ze voor het eerst naar een dansschool. Toen ze veertien jaar oud was, ging ze dans studeren op de New World School of Arts. Na twee jaar was ze de studie zat en schakelde ze over naar de afdeling theater, waarna ze weer terugging naar de dansafdeling. Ze ging bij de cheerleaders in 1999 en werd aanvoerder in 2001. In 2002 verhuisde Sutta naar Los Angeles, waar ze haar geld verdiende als freelance danser, waardoor ze te zien was in clips van onder andere Craig David en Gloria Estefan. Ook was ze te zien in de clip van Ana Johnssons Don't Cry For Pain waar ze de vrouw speelde die mishandeld wordt. In 2007 was ze ook te zien in de televisieshow Identity. Ze heeft een nummer ingezongen van Paul van Dyk, genaamd White Lies.

## Pussycat Dolls
In 2002 kwam ze in aanraking met choreograaf Robin Antin, die haar castte voor de Pussycat Dolls.
In 2008 nam ze "If I Was a Man" op als haar solo liedje voor de Deluxe Versie van het album "Doll Domination"
Ook is ze te horen als een van de drie hoofdzangeressen in het nummer "Painted Windows", in plaats van als achtergrondzangeres.
In 2010 verliet Sutta de Pussycat Dolls en begon ze aan een solocarrière.
- Bibliothèque nationale de France: cb155803126 (data)
- Gemeinsame Normdatei: 135503833
- International Standard Name Identifier: 0000 0000 5525 4316
- Library of Congress Control Number: no2011163842
- MusicBrainz: 1a20bf2d-08ee-4a20-a8cb-d95426835515
- Virtual International Authority File: 71712292
- WorldCat: E39PBJpV9gTYDdwbTQCjdPWCcP